# Antonio Vicino
Antonio Vicino (Napoli, 24 gennaio 1995) è un canottiere italiano.

## Biografia
Inizia la sua carriera agonistica insieme al fratello, nonché campione olimpico Giuseppe Vicino, nel 2005 da (allievo C) Circolo del Remo e della Vela Italia.
Nel 2011 quando arriva alla categoria ragazzi, ha inizio la sua carriera a livello agonistico e ben presto si mette in mostra con in suo talento portando a casa 3 campionati italiani: il 5 giugno ai Campionati Italiani Ragazzi di Gavirate conquista l'oro nel singolo ragazzi (07:45:30); il 19 giugno dello stesso anno ai Campionati italiani assoluti Ravenna, per la prima volta in armo con il fratello Giuseppe Vicino, conquista l'oro nel 4x junior (06:13:01), con Jordan Volpe, Gennaro Sansone e Giuseppe Vicino.
Nel 2013 partecipa ai Campionati Europei Junior a Minsk nella specialità jM singolo conquistando il quinto posto. Gareggia ai Campionati mondiali junior di Trakai 2013 in Lituania dove vince la sua prima medaglia d'oro internazionale, con il tempo di 6'22"28, nella specialità quattro con, assieme a Jacopo Mancini, Niccolò Pagani, Davide Gerosa e Nicolò Mancusi Lotti (timoniere). Ai Campionati regolamentari di Genova Prà conquista l'oro nel canoino junior M.
Nel 2015 dopo aver raggiunto i 70 kg di peso, entra nella categoria dei Pesi leggeri. Partecipa ai Campionati mondiali under 23 di Plovdiv 2015 si aggiudica il bronzo nella specialità due di coppia pesi leggeri con Lorenzo Galano, grazie al tempo di 6'26"19.
Viene convocato alla XXVIII Universiade di Gwangju 2015 e concorre nella specialità LM1X, conquistando il quinto posto.
Lo stesso anno a Lago Patria (NA) vince la medaglia d'oro nella Regata Open maschile Canoino.
Nel 2016 entra a far parte della Marina Militare Sabaudia. Partecipa ai Campionati mondiali under 23 di Rotterdam 2016, dove si aggiudica l'argento nella specialità 2 di coppia pesi leggeri, sempre con Lorenzo Galano.
Nel 2017 insieme a Gabriel Soares si aggiudica l'oro ai Campionati mondiali under 23 di Plovdiv 2017 nel 2 di coppia pesi leggeri. Ai quarti di finale della competizione ha stabilito il record del mondo under 23 della specialità U23, con il tempo di 6'13"62.
Ai campionati europei di canottaggio di Poznań 2020 ha vinto la medaglia d'oro nel 4 di coppia pesi leggeri, gareggiando coi connazionali Gabriel Soares, Patrick Rocek e Catello Amarante II.
Ai mondiali di Račice 2022 ha vinto l'oro nel quattro di coppia pesi leggeri, assieme a Alessandro Benzoni, Niels Torre e Patrick Rocek.

## Record

### Under 23
- 2 di coppia pesi leggeri: 6'13"62 (Campionati mondiali under 23,  Plovdiv, 10 luglio 2017)  (Gabriel Soares, Antonio Vicino)[2]

## Palmarès
| Anno | Manifestazione  | Sede              | Evento                   | Risultato |
| ---- | --------------- | ----------------- | ------------------------ | --------- |
| 2013 | Mondiali junior | Trakai            | 4 con                    | Oro       |
| 2015 | Mondiali U23    | Plovdiv           | 2 di coppia pesi leggeri | Bronzo    |
| 2016 | Mondiali U23    | Rotterdam         | 2 di coppia pesi leggeri | Argento   |
| 2017 | Mondiali U23    | Plovdiv           | 2 di coppia pesi leggeri | Oro       |
| 2020 | Europei         | Poznań            | 4 di coppia pesi leggeri | Oro       |
| 2021 | Europei         | Varese            | 4 di coppia pesi leggeri | Oro       |
| 2022 | Europei         | Monaco di Baviera | 4 di coppia pesi leggeri | Oro       |
| 2022 | Mondiali        | Račice            | 4 di coppia pesi leggeri | Oro       |

### Titoli nazionali
- campione d'Italia 2011 singolo ragazzi;
- campione d'Italia 2011 4x junior;
- campione d'Italia 2011 di GIG a 4 ragazzi;
- campione d'Italia 2012 Canoino junior;
- campione d'Italia 2013 Canoino junior;